# Объединённая команда по биатлону
На зимних Олимпийских играх в Альбервиле и Чемпионате мира в Новосибирске 1992 года биатлонисты и биатлонистки, представлявшие ранее биатлонную сборную СССР (кроме представителей Балтийских стран), выступали за так называемую «объединённую команду». Официальной аббревиатурой команды в протоколах соревнований были буквы «EUN» (от фр. Équipe Unifiée — Объединённая команда). На церемониях награждения представителей данной команды поднимался Олимпийский флаг, в честь побед звучал Олимпийский гимн.

## Члены Объединённом команды
| № | Имя                                | Вид гонки и занятое место    |
| - | ---------------------------------- | ---------------------------- |
| 1 | / Евгений Редькин (Яўген Редзькін) | ОИ — Индивидуальная гонка 1  |
| 1 | / Евгений Редькин (Яўген Редзькін) | ЧМ — Командная гонка 1       |
| 2 | Александр Попов (Аляксандар Папоў) | ОИ — Индивидуальная гонка 4  |
| 2 | Александр Попов (Аляксандар Папоў) | ОИ — Спринт 18               |
| 2 | Александр Попов (Аляксандар Папоў) | ОИ — Эстафета 2              |
| 2 | Александр Попов (Аляксандар Папоў) | ЧМ — Командная гонка 1       |
| 3 | Сергей Чепиков                     | ОИ — Индивидуальная гонка 10 |
| 3 | Сергей Чепиков                     | ОИ — Спринт 4                |
| 3 | Сергей Чепиков                     | ОИ — Эстафета 2              |
| 4 | Валерий Кириенко                   | ОИ — Индивидуальная гонка 11 |
| 4 | Валерий Кириенко                   | ОИ — Спринт 5                |
| 4 | Валерий Кириенко                   | ОИ — Эстафета 2              |
| 5 | Валерий Медведцев                  | ОИ — Спринт 25               |
| 5 | Валерий Медведцев                  | ОИ — Эстафета 2              |
| 6 | Анатолий Жданович                  | ЧМ — Командная гонка 1       |
| 7 | / Александр Тропников              | ЧМ — Командная гонка 1       |

| № | Имя                                        | Вид гонки и занятое место    |
| - | ------------------------------------------ | ---------------------------- |
| 1 | Анфиса Резцова                             | ОИ — Индивидуальная гонка 26 |
| 1 | Анфиса Резцова                             | ОИ — Спринт 1                |
| 1 | Анфиса Резцова                             | ОИ — Эстафета 3              |
| 1 | Анфиса Резцова                             | ЧМ — Командная гонка 2       |
| 2 | Светлана Печёрская (Давыдова)              | ОИ — Индивидуальная гонка 2  |
| 2 | Светлана Печёрская (Давыдова)              | ОИ — Спринт 13               |
| 2 | Светлана Печёрская (Давыдова)              | ЧМ — Командная гонка 2       |
| 3 | Елена Белова                               | ОИ — Спринт 3                |
| 3 | Елена Белова                               | ОИ — Эстафета 3              |
| 3 | Елена Белова                               | ЧМ — Командная гонка 2       |
| 4 | Елена Мельникова                           | ОИ — Эстафета 3              |
| 5 | Елена Головина                             | ОИ — Индивидуальная гонка 22 |
| 5 | Елена Головина                             | ОИ — Спринт 20               |
| 6 | Светлана Парамыгина (Сьвятлана Парамыгіна) | ОИ — Индивидуальная гонка 21 |
| 7 | Инна Шешкиль                               | ЧМ — Командная гонка 2       |